# Andrijan Nikolajev
Andrijan Grigorjevitsj Nikolajev (Russisch: Андриян Григорьевич Николаев) (Sjorsjely (Tsjoevasjië), 5 september 1929 - Tsjeboksary (Tsjoevasjië), 3 juli 2004) vloog als Russisch kosmonaut twee keer in de ruimte en verbeterde op beide vluchten het duurrecord voor bemande ruimtevluchten.

## Biografie
Nikolajev werd geboren in Sjorsjely, Tsjoevasjië, Rusland.
Hij werd voor het eerst gelanceerd op 11 augustus 1962 aan boord van de Vostok 3. Een dag later volgde Vostok 4 met aan boord Pavlo Popovytsj. De Vostok 3 en 4 voerden de eerste gezamenlijke vlucht van twee bemande ruimtevaartuigen uit. Ze hebben elkaar tot op ongeveer 6,5 km genaderd en onderling radiocontact gehad. Vostok 3 landde na een recordvlucht van 4 dagen. Nog geen 15 minuten later landde Vostok 4.
Nikolajev werd voor de tweede keer gelanceerd op 1 juni 1970 aan boord van de Sojoez 9. Hij fungeerde als gezagvoerder en keerde na een recordvlucht van bijna 18 dagen samen met boordwerktuigkundige Vitali Sevastjanov terug op aarde.
Hij fungeerde als reservebemanning voor ruimtevluchten Vostok 2 en Sojoez 8. Hij legde zijn functie als ruimtevaarder neer op 26 januari 1982.
Op 3 november 1963 trouwde Nikolajev met Valentina Teresjkova, de eerste vrouw in de ruimte (zie Vostok 6). Ze kregen één dochter, Jelena Andrijanovna, en scheidden in 1982.
In Sjorsjely, de geboorteplaats van Nikolajev, is het Sjorsjely Ruimtevaartmuseum gevestigd. Dit museum herbergt onder andere een tentoonstelling over het leven van Nikolajev.

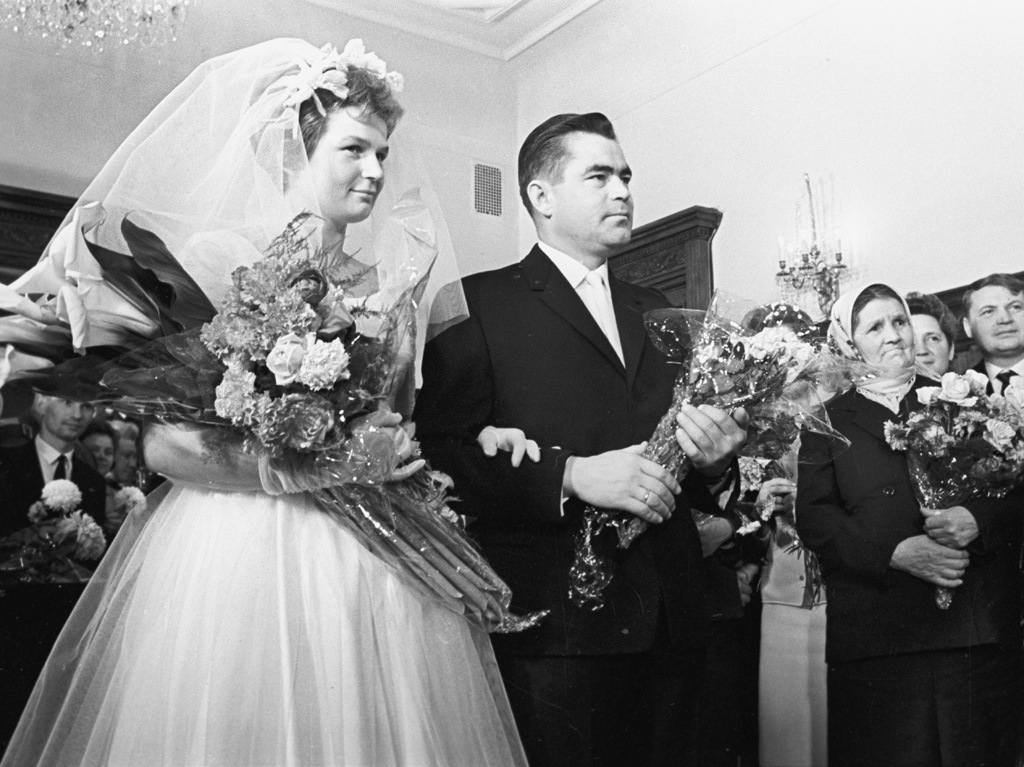
Huwelijk met Valentina Teresjkova
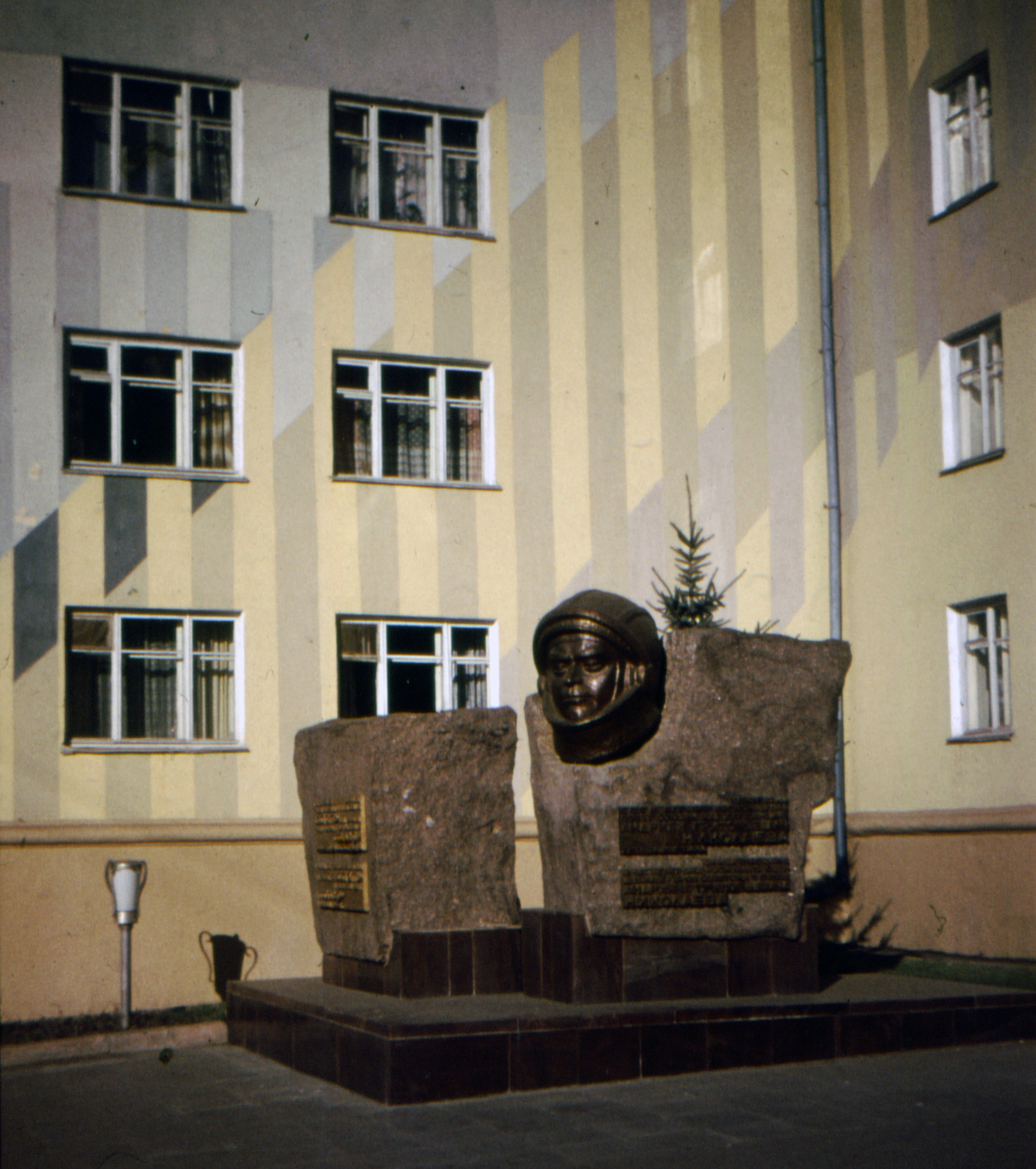
Monument voor Nikolajev in Tsjeboksary